# Eleições estaduais em Alagoas em 1978
As eleições estaduais em Alagoas em 1978 ocorreram sob as regras do Pacote de Abril: em 1º de setembro, a ARENA elegeu o governador Guilherme Palmeira, o vice-governador Teobaldo Barbosa e o senador Arnon de Melo por via indireta. A fase seguinte sobreveio em 15 de novembro, tal como nos outros estados brasileiros e nela o partido governista elegeu o senador Luís Cavalcanti e obteve maioria dentre os sete deputados federais e vinte e um estaduais que foram eleitos.
Natural de Maceió e advogado graduado pela Universidade Federal do Rio de Janeiro em 1963, Guilherme Palmeira é filho de Rui Palmeira e irmão de Vladimir Palmeira. Eleito deputado estadual pela ARENA  em 1966, 1970 e 1974 afastando-se para ocupar a Secretaria de Indústria e Comércio no governo Divaldo Suruagy de quem recebeu apoio para chegar ao Palácio dos Martírios.
Com a renúncia de Guilherme Palmeira para disputar o pleito de 1982 foi efetivado o vice-governador Teobaldo Barbosa. Natural de São José da Laje ele é advogado pela Universidade Federal de Alagoas e ingressou na UDN em 1947 chegando a secretário do diretório estadual. Oficial de gabinete do governador Arnon de Melo, foi eleito vereador em Maceió em 1954 e 1958 e deputado estadual em 1962, 1966 e 1970 tendo optado pela ARENA após o bipartidarismo do Regime Militar de 1964 elegendo-se deputado federal em 1974.
No tocante ao Senado Federal estava em curso o mandato de Teotônio Vilela um político originário da UDN que filiou-se à ARENA, mesmo caminho adotado por Arnon de Melo e Luís Cavalcanti que renovaram os mandatos. Arnon de Melo é advogado formado em 1933 na Universidade Federal do Rio de Janeiro e também jornalista sendo eleito governador de Alagoas para cinco anos de mandato em 1950 e após militar no PDC foi eleito senador em 1962 reelegendo-se pela ARENA em 1970 e cuja morte em 1983 levou à efetivação de Carlos Lyra. Sobre Luís Cavalcanti, o mesmo ingressou na carreira militar em 1937 na Escola Militar do Realengo chegando a General de brigada do Exército Brasileiro. Auxiliar do governador Arnon de Melo foi eleito deputado federal em 1958 e 1966, governador de Alagoas em 1960 e senador em 1970. Merece registro o fato de Guilherme Palmeira nomear Fernando Collor prefeito de Maceió em 1979 permitindo ao filho de Arnon de Melo iniciar uma carreira política que o elegeria presidente da República em 1989.
Em virtude da reordenação partidária feita no governo João Figueiredo os governistas de Alagoas aderiram ao PDS enquanto a oposição teve o PMDB como principal destino.

## Resultado da eleição para governador
O Colégio Eleitoral de Alagoas possuía 206 membros (188 da ARENA e 18 do MDB). Houve 43 ausências (20,87%) e uma abstenção (0,49%) dentre os aptos a votar.
| Candidatos a governador do estado | Candidatos a vice-governador | Número | Coligação             | Votação | Percentual |
| --------------------------------- | ---------------------------- | ------ | --------------------- | ------- | ---------- |
| Guilherme Palmeira ARENA          | Teobaldo Barbosa ARENA       | -      | ARENA (sem coligação) | 162     | 78,64%     |
| Fontes:                           |                              |        |                       |         |            |

## Resultado da eleição para senador

### Mandato biônico de oito anos
A eleição para senador biônico permitiu a recondução de levou à vitória de Arnon de Melo à cadeira para a qual foi eleito pelo voto direto em 1970.
| Candidatos a senador da República | Candidatos a suplente de senador            | Número | Coligação             | Votação | Percentual |
| --------------------------------- | ------------------------------------------- | ------ | --------------------- | ------- | ---------- |
| Arnon de Melo ARENA               | João Lúcio da Silva ARENA Carlos Lyra ARENA | -      | ARENA (sem coligação) | 159     | 77,18%     |
| Fontes:                           |                                             |        |                       |         |            |

### Mandato direto de oito anos
Conforme o Tribunal Superior Eleitoral foram apurados 347.431 votos nominais (84,31%), 30.256 votos em branco (7,34%) e 34.399 votos nulos (8,35%) resultando no comparecimento de 412.086 eleitores.
| Candidatos a senador da República | Candidatos a suplente de senador                     | Número | Coligação             | Votação | Percentual |
| --------------------------------- | ---------------------------------------------------- | ------ | --------------------- | ------- | ---------- |
| José Moura Rocha MDB              | Francisco de Melo MDB Pedro Marinho Muniz Falcão MDB | -      | MDB (sem coligação)   | 157.703 | 45,39%     |
| Luís Cavalcanti ARENA             | -                                                    | -      | ARENA (em sublegenda) | 117.302 | 33,76%     |
| Rubens Vilar ARENA                | -                                                    | -      | ARENA (em sublegenda) | 51.402  | 14,80%     |
| José Sampaio ARENA                | -                                                    | -      | ARENA (em sublegenda) | 21.024  | 6,05%      |
| Vinicius Cansanção MDB            | -                                                    | -      | MDB (renunciou)       | [ 9 ]   | [ 10 ]     |
| Fontes:                           |                                                      |        |                       |         |            |

## Deputados federais eleitos
São relacionados os candidatos eleitos com informações complementares da Câmara dos Deputados.

Representação eleita
  ARENA: 5
  MDB: 2

| Deputados federais eleitos | Partido | Votação | Percentual | Cidade onde nasceu   | Unidade federativa |
| Divaldo Suruagy            | ARENA   | 102.108 |            | São Luís do Quitunde | Alagoas            |
| José Costa                 | MDB     | 54.522  |            | Palmeira dos Índios  | Alagoas            |
| Mendonça Neto              | MDB     | 26.789  |            | Rio Novo             | Minas Gerais       |
| Antônio Ferreira           | ARENA   | 18.983  |            | Desterro             | Paraíba            |
| Albérico Cordeiro          | ARENA   | 18.047  |            | Pilar                | Alagoas            |
| Geraldo Bulhões            | ARENA   | 15.144  |            | Santana do Ipanema   | Alagoas            |
| Murilo Mendes              | ARENA   | 14.751  |            | Maceió               | Alagoas            |
| Fontes:                    |         |         |            |                      |                    |

## Deputados estaduais eleitos
As vinte e uma cadeiras da Assembleia Legislativa de Alagoas foram assim distribuídas: quatorze para a ARENA e sete para o MDB.

Representação eleita
  ARENA: 14
  MDB: 7

| Deputados estaduais eleitos     | Partido | Votação | Percentual | Cidade onde nasceu  | Unidade federativa |
| João Rodrigues Sampaio Filho    | ARENA   | 15.663  | 7,60%      | Maceió              | Alagoas            |
| José Tavares                    | ARENA   | 14.635  | 7,10%      | Junqueiro           | Alagoas            |
| Tarcísio de Jesus               | ARENA   | 13.747  | 6,67%      | Maceió              | Alagoas            |
| Nelson Costa                    | ARENA   | 13.136  | 6,37%      | Piaçabuçu           | Alagoas            |
| José Bandeira de Medeiros       | ARENA   | 12.326  | 5,98%      | Delmiro Gouveia     | Alagoas            |
| Agripino Alexandre dos Santos   | MDB     | 11.884  | 5,76%      | Maceió              | Alagoas            |
| Manoel Afonso                   | MDB     | 11.881  | 5,76%      | Maceió              | Alagoas            |
| Alcides Falcão                  | MDB     | 11.834  | 5,74%      | Ouricuri            | Pernambuco         |
| Elísio Sávio dos Anjos Maia     | ARENA   | 10.773  | 5,22%      | Pão de Açúcar       | Alagoas            |
| Hélio Nogueira Lopes            | ARENA   | 9.893   | 4,80%      | Penedo              | Alagoas            |
| Emílio Silva                    | ARENA   | 9.874   | 4,79%      | Palmeira dos Índios | Alagoas            |
| Francisco José Galindo Pimentel | MDB     | 9.525   | 4,62%      | Marechal Deodoro    | Alagoas            |
| Renan Calheiros                 | MDB     | 9.503   | 4,61%      | Murici              | Alagoas            |
| Afrânio Vergetti                | MDB     | 8.787   | 4,26%      | União dos Palmares  | Alagoas            |
| Edson Tenório de Almeida Lins   | ARENA   | 8.155   | 3,95%      | São José da Tapera  | Alagoas            |
| Alexandre Milito Filho          | ARENA   | 8.012   | 3,88%      | Campo Alegre        | Alagoas            |
| Alcides dos Santos Andrade      | MDB     | 7.755   | 3,76%      | Penedo              | Alagoas            |
| Walter Pitombo Laranjeiras      | ARENA   | 7.680   | 3,72%      | Neópolis            | Sergipe            |
| Osvaldo Gomes de Barros         | ARENA   | 7.609   | 3,69%      | Passo de Camaragibe | Alagoas            |
| José Duarte Marques             | ARENA   | 7.540   | 3,65%      | Coruripe            | Alagoas            |
| Roberto Vilas Torres            | ARENA   | 7.458   | 3,61%      | Maceió              | Alagoas            |
| Fontes:                         |         |         |            |                     |                    |